# 赤铁矿
赤铁矿（英語：Hematite）是一种常见的氧化铁化合物，分子式为Fe2O3，广泛存在于岩石和土壤中。赤铁矿晶体属于六方晶系，被称为Fe
2O
3的α多型体。它具有与刚玉（Al
2O
3）和钛铁矿（FeTiO
3）相同的晶体结构。它在950 °C（1,740 °F）以上的温度下形成完全的固溶体。

## 画廊

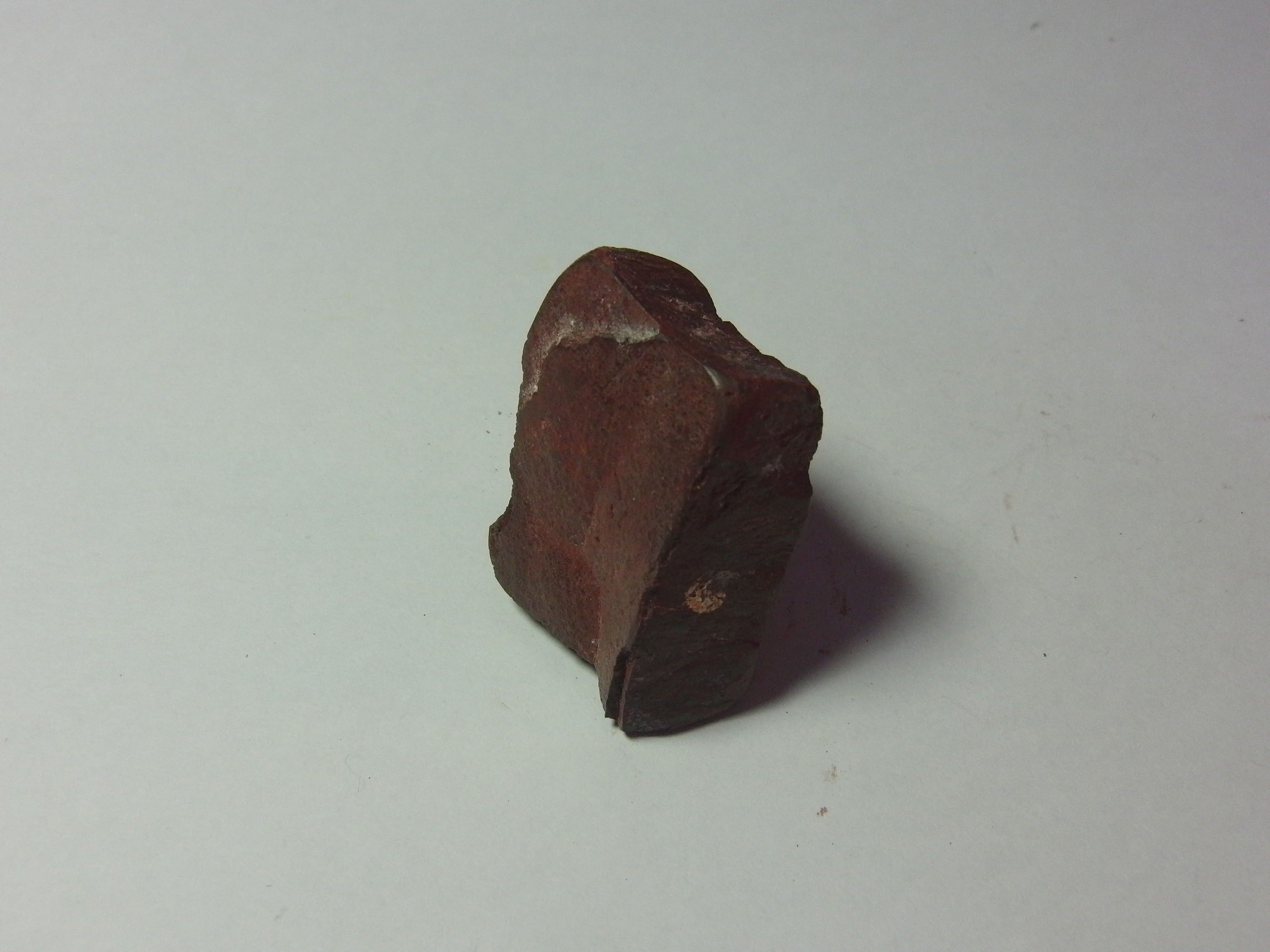
魚卵形赤鐵礦
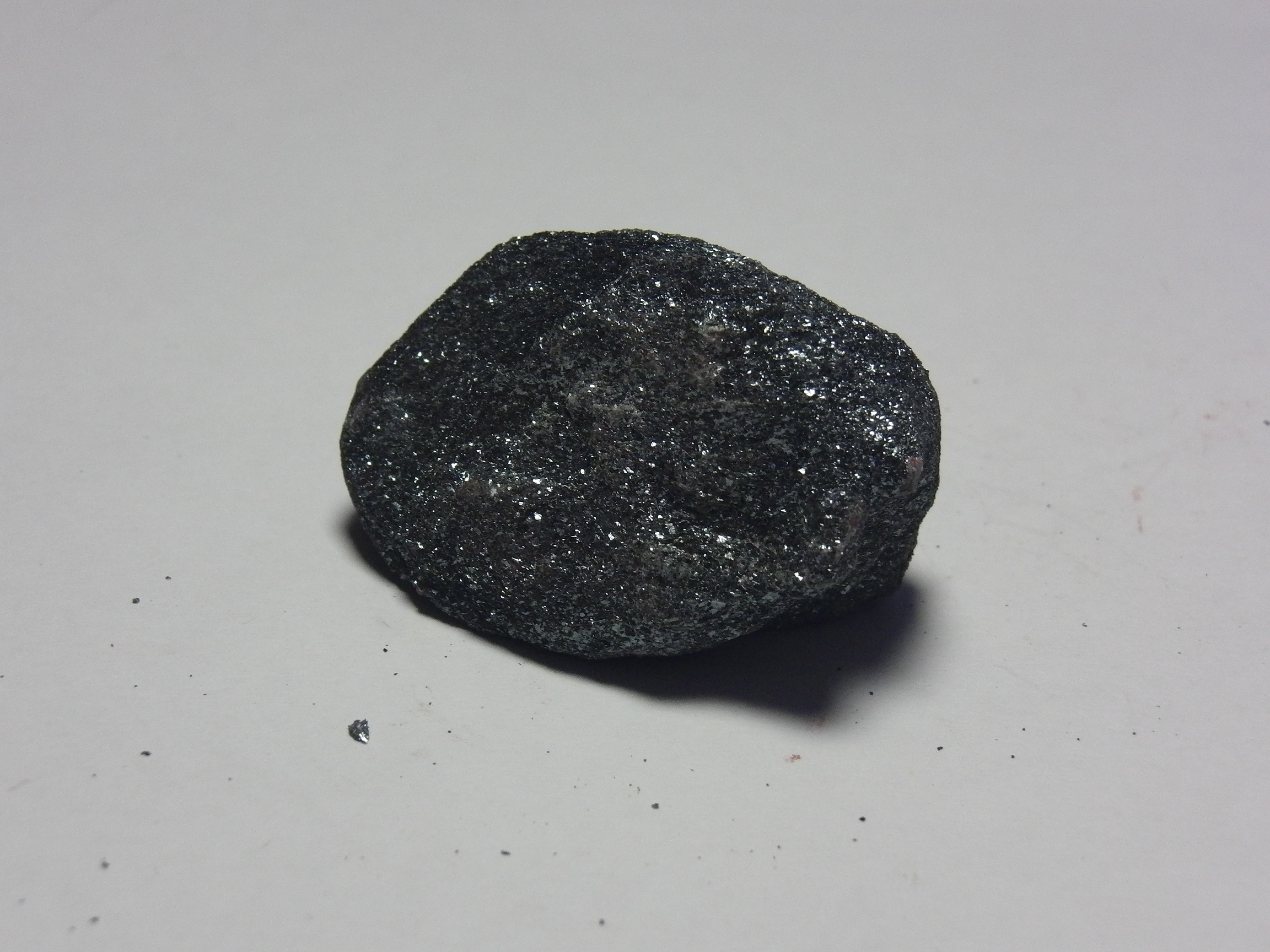
雲母片狀赤鐵礦
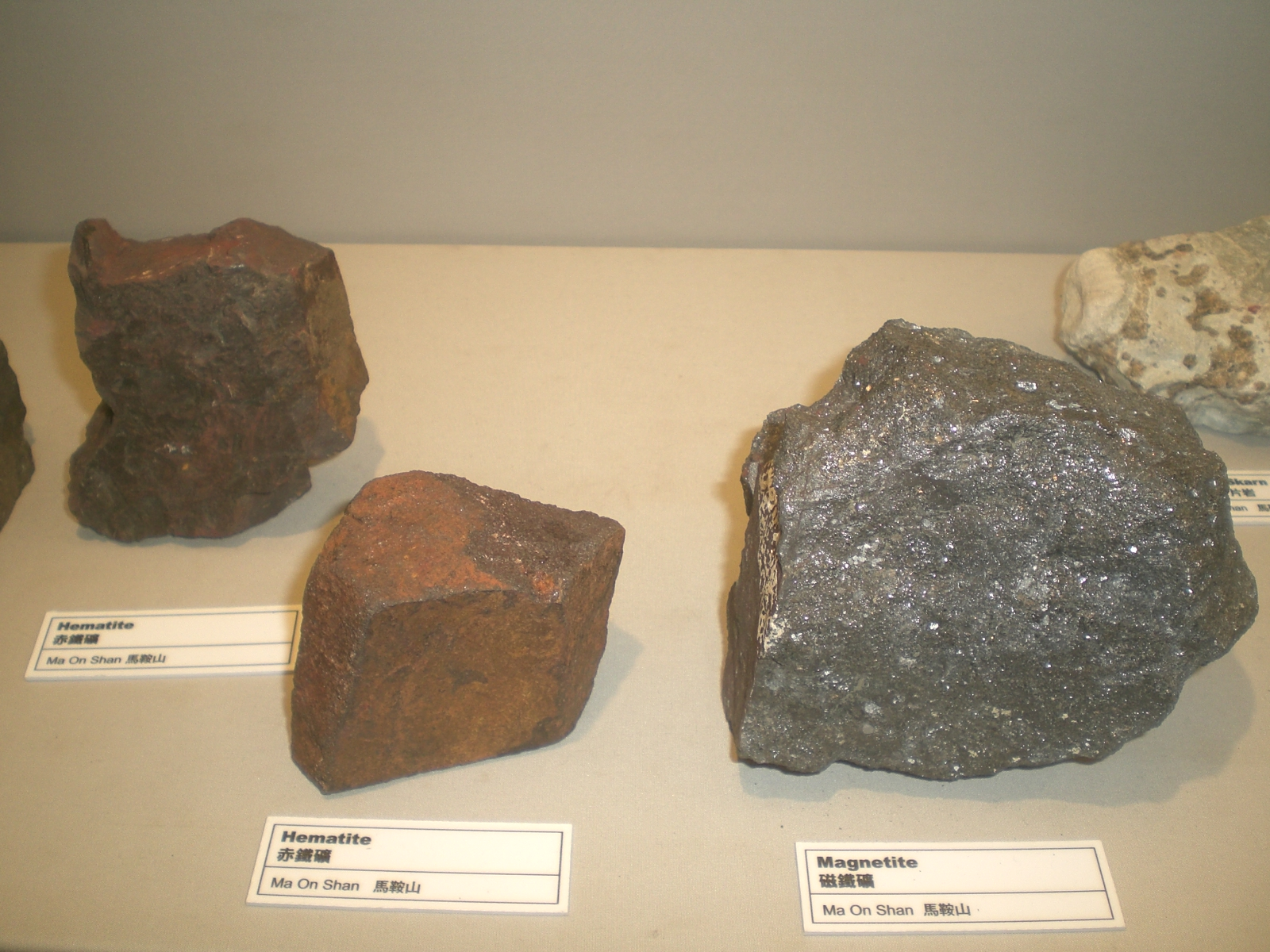
香港馬鞍山

## 外部連結
- （英文）Martite - Mindat w/ location data （页面存档备份，存于）
- （英文）Iron rose - Mindat w/ locations （页面存档备份，存于）